# 崔次丰
崔次丰（1916年—1994年），男，山东寿光人，中华人民共和国政治人物，曾任吉林省人民检察院检察长，吉林省人民委员会副省长，吉林省政协副主席。